# Amor Prohibido (píseň)
Amor Prohibido (Zakázané lásce) je píseň z alba Amor Prohibido americké zpěvačky Selena, která byla nahrána v roce 1994, avšak oficiálně vydána až 13. srpna 1994.

## Umístění v hitparádách
| Hitparáda (1994)                              | Nejvýše |
| --------------------------------------------- | ------- |
| U.S. Billboard Hot Latin Tracks               | 1.      |
| U.S. Billboard Latin Regional Mexican Airplay | 5.      |

## Ocenění
| Rok  | Cena                     | Kategorie           | Výsledek |
| ---- | ------------------------ | ------------------- | -------- |
| 1994 | Premio Lo Nuestro Awards | popová balada roku  | Vyhrála  |
| 1994 | Tejano Music Awards      | singl roku          | Vyhrála  |
| 1995 | Tejano Music Awards      | single roku         | Vyhrála  |
| 1995 | BMI Music Awards         | BMI Pop Music Award | Vyhrála  |
| 1996 | Tejano Music Awards      | singl roku          | Vyhrála  |
| 1996 | Billboard                | Latin Music Award   | Vyhrála  |